# Під'язикова кістка
Під'язикова кістка (лат. os hyoideum, дос. «іпсилоноподібна кістка») — непарна кістка передньої частини шиї дугоподібної форми, розташована в ділянці шиї між гортанню та нижньою щелепою.

## Анатомія
Складається з підковоподібного тіла (corpus) і двох пар рогів (cornua) — великих (cornua majora), що спрямовані в бік, і малих (cornua minora), спрямованих вгору. Від малих рогів до шилоподібного відростка відповідних скроневих кісток прямують зв'язки, завдяки яким кістка фіксована. До малих і великих рогів прикріплюються над- і під'язикові м'язи (підборідно-язиковий, під'язиково-язиковий, шило-язиковий), кінці малих рогів оточені шилопід'язиковою зв'язкою (ligamentum stylohyoideum).

## Галерея

Положення кістки (червона).
3-Д зображення.
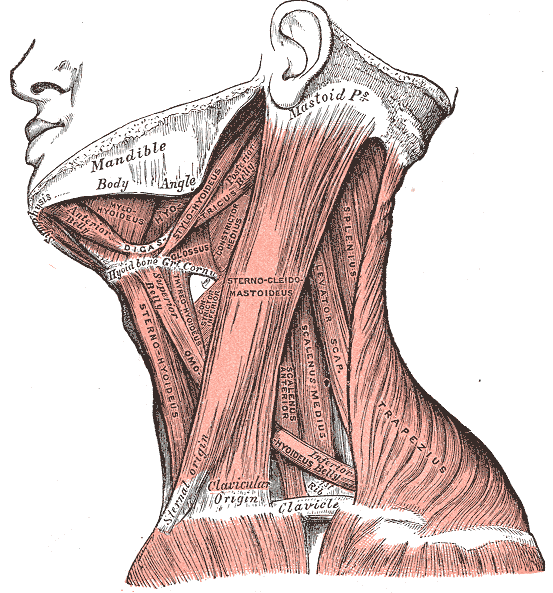
М’язи.